# Чарнок, Джоб
Джоб Чарнок (англ. Job Charnock; ок. 1630, Лондон, Англия, Британская империя — 10 января 1692, Калькутта, Империя Великих Моголов) — агент Британской Ост-Индской компании, которого принято считать основателем Калькутты.

## Биография
Джоб Чарнок родился в Лондоне, в семье из Ланкашира, и был вторым сыном Ричарда Чарнока (ум. 1665, Лондон). Возможно, что старшим братом Джоба был пуританский проповедник Стивен Чарнок (1628—1680). В начале 1650-х годов Джоб Чарнок поступил на службу к купцу Маурису Томпсону и отправился с торговыми целями в Британскую Индию. В январе 1658 года Чарнок поступил на службу в Британскую Ост-Индскую компанию. Его базой стал Коссимбазар на реке Хугли (португальская фактория) и Баласор. Чарнок выучил местные языки, постригся на индийский манер и вёл индийский образ жизни.
Будучи малообщительным человеком, Чарнок не пользовался популярностью среди своих современников. Однако, свою работу для Компании он выполнял безупречно, за что начальство ценило его крайне высоко. Чарнок также завоевал уважение руководства Компании за успешную борьбу с контрабандой, которую вели его менее честные коллеги. Усердство Чарнока на этом поприще нажило ему множество врагов, которые в отместку распространяли про него различные порочащие слухи.
В феврале 1659 года Чарноку поручили вести дела Компании в фактории Патна, где англичане добывали нитрат калия. По прошествии четырёх лет Чарнок хотел вернуться в Англию, но Компания убедила его продолжать свою работу в Индии и назначила его в 1664 году главой фактории.
За год до этого Чарнок женился на пятнадцатилетней индуистской вдове. Очарованный красотой девушки (которая была царевной раджпутов), Чарнок спас её от верной гибели на погребальном костре своего мужа. Чарнок дал девушке христианское имя Мария. Вскоре после свядьбы Чарнока обвинили в том, что он перешёл в индуизм. Несмотря на то, что Чарнок всю свою жизнь оставался практикующим христианином, история о его женитьбе на индуске и обращении в индуизм в викторианскую эпоху часто приводилась как пример неподобающего поведения.

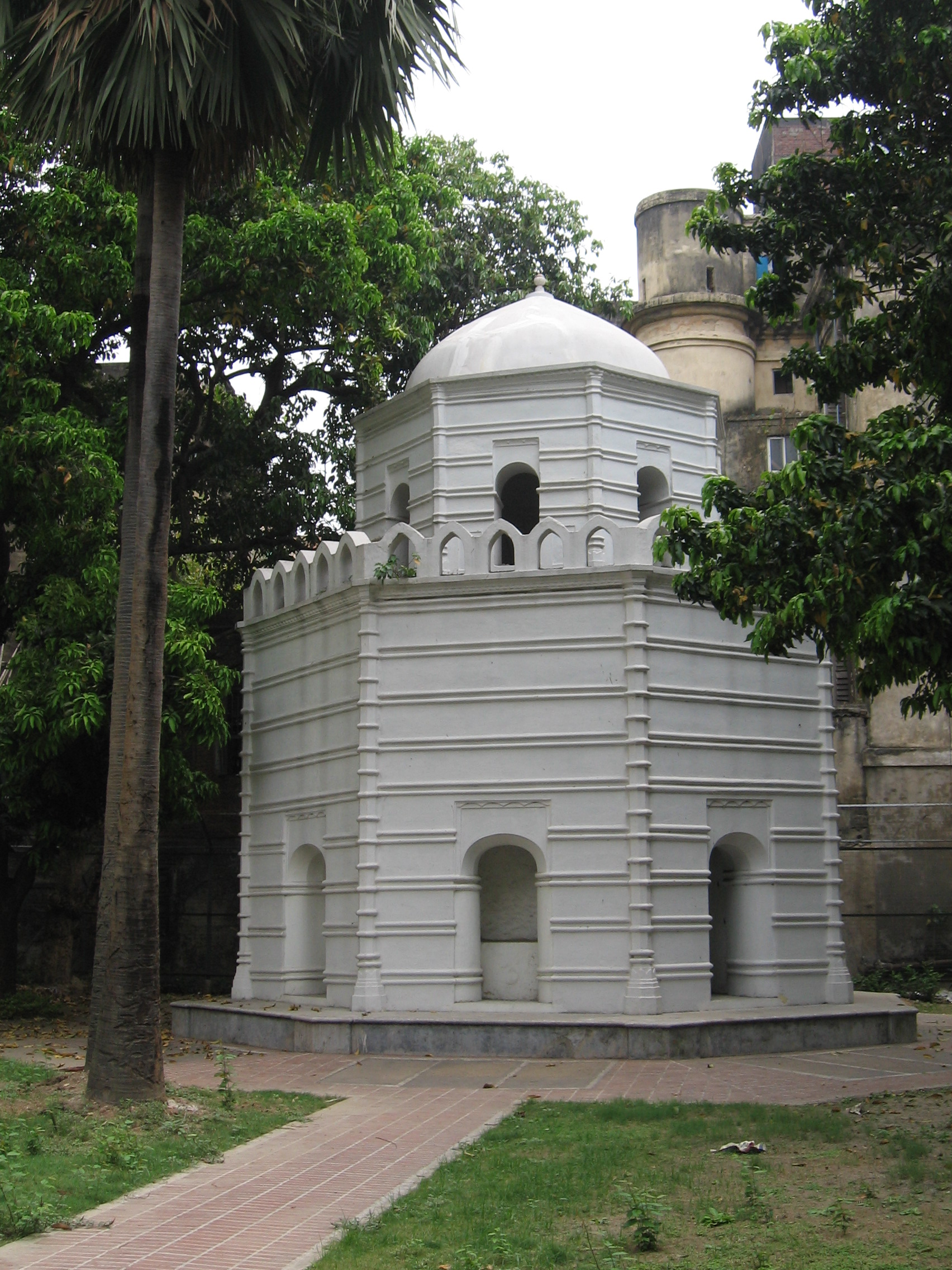
Мавзолей Джоба Чарнока

В 1666 году Чарноку присвоили звание старшего купца, а в 1676 году он стал третьим по старшинству в британской иерархии в Бенгалии. Два года спустя, будучи к тому времени агентом Компании с самым большим стажем, Чарнок попросил о повышении в должности. 3 января 1679 года руководители компании назначили его главой фактории в Коссимбазаре. Тем самым, Чарнок стал вторым по старшинству администратором Ост-Индской компании.
28 августа 1685 года Чарнок занял пост главного агента Ост-Индской компании в Бенгалии. 24 августа 1690 года он основал свою штаб-квартиру в месте под названием Калькутта. Калькутта постепенно росла и впоследствии стала столицей Британской Индии.
Чарнок умер в Калькутте 10 января 1692 года, вскоре после смерти своего сына. В 1695 году над могилой Чарнока был воздвигнут мавзолей.
16 мая 2003 года Верховный суд Калькутты, основываясь на докладе научной комиссии постановил, что на месте Калькутты задолго до прибытия европейцев существовал «важный торговый центр». В решении суда также говорилось о том, что деревня Калигхат многие века была важным местом паломничества. Суд постановил, что Чарнока не следует считать основателем Калькутты и приказал правительству вычеркнуть его имя из всех учебников и официальных документов, связанных с историей Калькутты. Западные историки, однако, отвергают подобный исторический ревизионизм.